# Алексеенко, Николай Николаевич
Никола́й Никола́евич Алексе́енко (род. 29 ноября 1971, Изюм, Харьковская область, УССР, СССР) — российский политический деятель, член партии «Единая Россия», депутат Государственной думы VIII созыва (2021—2024). Заведующий кафедрой цифрового землеустройства в Московском университете землеустройства, кандидат юридических наук. Из-за вторжения России на Украину находится под международными санкциями Евросоюза, США, Великобритании и ряда других стран.

## Биография
Николай Алексеенко родился 29 ноября 1971 года в городе Изюм (Харьковская область, УССР). В 1994 году он окончил Государственный университет по землеустройству по специальности «землеустройство». Работал монтажником третьего разряда на строительно-ремонтном производственном предприятии «Ульяновскэнерго», в 1995—1997 годах — на Ульяновском землеустроительном проектно-изыскательском предприятии ВолгоНИИгипрозем, где прошёл путь от инженера-землеустроителя II категории до главного инженера проекта. В 1997—2000 годах руководил службой геодезии и землеустройства на Ульяновском государственном предприятии технической инвентаризации (УГПТИ). В 2000 году перешел на работу в научно-производственный отдел ГУЗ, в 2004—2006 годах был главным инженером в ООО «Геотрансинжиниринг».
В 2006 году Алексеенко совместно с Антоном Терентьевым и Александром Жалимовым основал проектно-изыскательскую организацию ООО «Геопроектизыскания», участвовавшую в ряде крупных проектов. В 2013 году окончил Московский институт предпринимательства и права по специальности «юриспруденция», получил ученую степень кандидата юридических наук. В 2019 году прошёл переподготовку в Российской академии народного хозяйства и государственной службы и получил квалификацию специалиста по государственному и муниципальному управлению — Master of Public Administration (МРА).
С 2013 года Алексеенко является заместителем председателя комитета Торгово-промышленной палаты РФ по предпринимательству в сфере строительства. В 2014 году он вошёл в состав «Деловой России», стал членом Генерального совета, сопредседателем комитета по строительству. В VI и VII созывах Государственной думы входил в состав экспертных советов при разных парламентских комитетах.
В 2021 году Алексеенко победил на праймериз «Единой России», а потом и на выборах в Государственную думу VIII созыва по 78 Унечскому одномандатному избирательному округу. Вошёл в состав комитета по строительству и жилищно-коммунальному хозяйству, стал заместителем председателя этого комитета. 28 мая 2024 года сложил полномочия депутата.